# Marvila (Lisboa)
Marvila es una freguesia portuguesa perteneciente al municipio de Lisboa, con 6,29 km² de área y 38 766 habitantes (2001). La densidad poblacional asciende a 6 159,2 hab./km².

## Historia
El lugar que ocupa Marvila es tan antiguo como la fundación del país. Es uno de los barrios más típicos de la zona oriental de la ciudad de Lisboa. Hasta el siglo XIX existían numerosas quintas en esta zona, rodeadas de huertas debido a la fertilidad de la ribera del Tajo.
Hasta hace poco tiempo, Marvila, era una freguesia esencialmente rural, donde proliferaban las quintas y las huertas. Todavía hoy, son fáciles de detectar: La Quinta dos Ourives, la Quinta da Rosa, la Quinta das Flores, la Quinta das Amendoeiras etc. Estas propiedades pertenecían como norma general a familias del norte de Portugal, y abastecían a los mercados ambulantes.
La actual Marvila, es una freguesia creada por el decreto-ley de 7 de febrero de 1959. Se benefició en gran medida con la Expo '98. Su patrón es San Agustín.

## Demografía
| Gráfica de evolución demográfica de Marvila entre 2011 y 2021 |
|                                                               |
| Datos según el nomenclátor publicado por el INE portugués.    |

## Patrimonio
- Igresia de Chelas (Convento de São Félix e Santo Adrião de Chelas)
- Igreja Paroquial de Santo Agostinho de Marvila (incluye Capela da Mansão de Santa Maria de Marvila, Capela do Asilo dos Velhos, Convento de Nossa Senhora da Conceição)